# История Лондона (1900—1939)
В статье рассматривается история Лондона в начале XX века, с 1900 года до начала Второй мировой войны в 1939 году.
В новый век Лондон вступил на вершине своего влияния как столица крупнейшей в мире империи, но XX век принёс городу множество проблем.
Лондон был самым большим городом мира с 1825 года, пока в 1925 году его не обогнал Нью-Йорк.

## Нищие в городе
Статья Фабианского общества Round About a Pound a Week рассказывает о жизни городской бедноты: пятая часть рождавшихся детей умирала в младенчестве, а голод и болезни были нормой.

## Первая мировая война
В Первую мировую войну Лондон перенёс первые в его истории бомбардировки, проведённые немецкими цеппелинами-дирижаблями, а позднее самолётами. Первый воздушный налёт на Лондон состоялся 31 мая 1915 года, когда цеппелин сбросил взрывчатку на Ист-Энд и доки, что убило семерых человек. За 1915—1916 годы произошло ещё 10 налётов дирижаблей, ещё один случился в 1917 году.
В 1917 году успех британских войск по устранению дирижаблей привёл немецкое командование к решению использовать самолёты. Первая атака бомбардировщиков произошла в мае 1916 года, когда опять был атакован Ист-Энд. В мае 1917 года была сформирована эскадрилья бипланов Gotha. 13 июня 1917 года был проведён крупнейший за Первую мировую войну налёт на Лондон; погибло 160 человек. 14 бомбардировщиков атаковали улицы Сити и Ист-Энда. Возмущение общественности вызвала атака школы, во время которой погибли 16 детей. В 1917—1918 годах налёты продолжались, однако в мае 1918 года британские воздушные силы достигли такого успеха, что немецкие войска отказались от дальнейших воздушных атак.
За все воздушные налёты было убито около 670 человек и ранено 1960; они долго держали в страхе мирное население, хотя большинство лондонцев погибло вовсе не из-за этого: около 124 тысяч молодых призывников не вернулось с войны.
Во время первой мировой войны произошёл Сильвертаунский взрыв, крупнейший взрыв в истории Лондона. На заводе по производству боеприпасов взорвалось 50 тонн TNT; 73 человека было убито.

## Межвоенное расширение
В начале XX века, особенно в интербеллум 1920-х и 1930-х годов, Лондон рос географически быстрее, чем в любое иное время до или после. Город разрастался в пригороды соседних графств Эссекс, Хартфордшир, Кент, Мидлсекс и Суррей. Хотя в сельской местности наблюдалась менее плотная застройка преимущественно таунхаусами, с расширением города сельские домики сменились блокированной застройкой. Застраивались крупные участки местности. Опасения по поводу утраты для города сельской местности привели к введению Зелёного пояса Лондона, ограничивающего рост города.

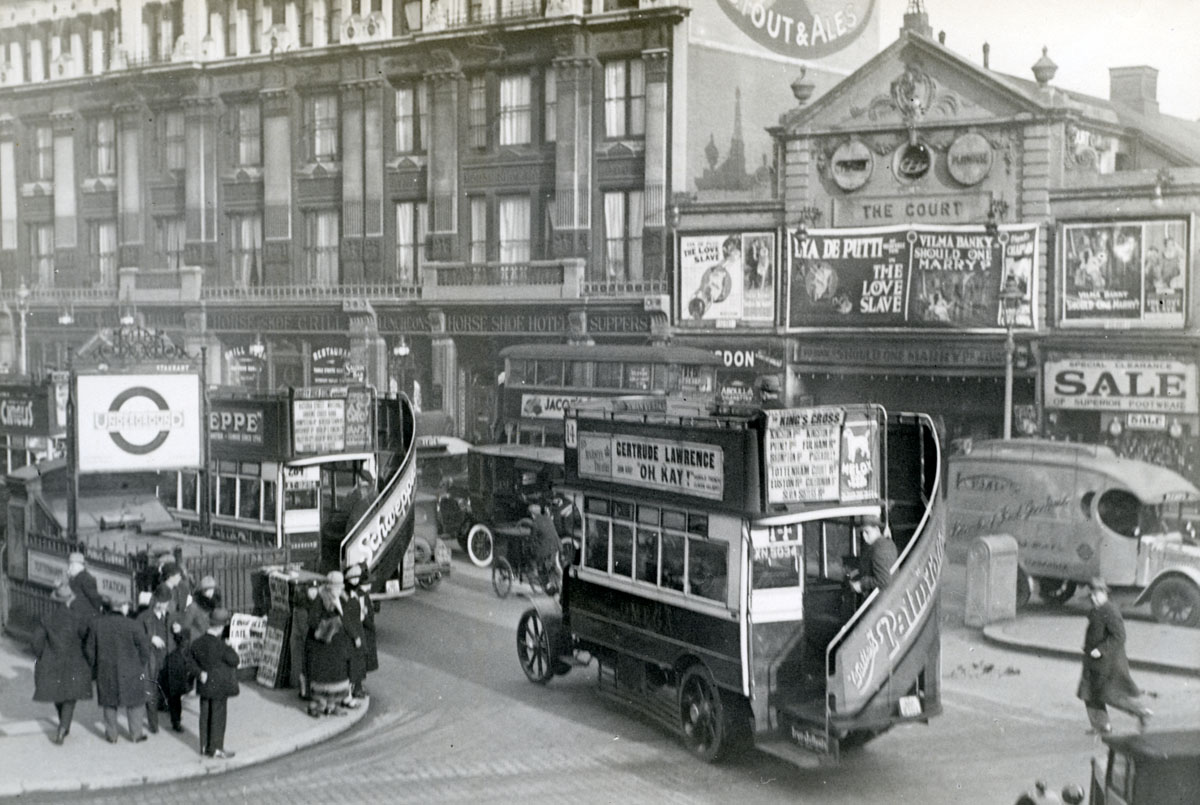
Tottenham Court Road в 1927 году

Увеличившийся Лондон вырос за пределы Лондонского графства, что подвигло Совет Лондонского графства к предложению создания Большого Лондона, который бы включил всю городскую территорию; в 1921 году Королевская комиссия отвергла предложение.
Быстрый рост Лондона привёл к расширению и модернизации транспортных сетей. Совет Лондонского графства сконструировал крупную трамвайную сеть. Также в первое десятилетие века были введены первые автобусы.
В интербеллум масштабно проводилась электрификация железных дорог лондонского пригорода, особенно Южной железной дороги; также в пригороды распространилась система Лондонского метрополитена. В 1933 году для координации работы транспорта большей части юго-восточной Англии был создан Лондонский совет пассажирского транспорта. Дорожная сеть была модернизирована: в 1920-х годах был построен ряд магистралей.
В 1939 году численность населения достигла пика за всю историю города: в Лондоне проживало 8,6 миллиона человек.
В 1930-х в Лондоне поселилось большое количество еврейских эмигрантов из нацистской Германии, которые в основном обосновались в Вест-Энде.

## Экономика
В отличие от всей остальной Великобритании, лондонская экономика оставалась на достаточно высоком уровне. Её значительно поддержал строительный бум, связанный с расширением города.
Лондон избежал худших последствий Великой депрессии начала 1930-х годов. Хотя в разгар депрессии уровень безработицы достигал 13,5 %, по сравнению с общим состоянием страны он был довольно низким. В Лондоне находилось довольно мало тяжёлой промышленности, сильно пострадавшей во время депрессии. В интербеллум в Лондоне появлялись новые и развивающиеся отрасли, такие как электромеханическая промышленность, почти половина всех новых заводов, открывшихся в Великобритании в 1930-х годах, находилась на территории Большого Лондона.

## Политика
В первые годы своего существования Совет Лондонского графства контролировался либо Прогрессивной партией (отделение Либеральной партии), либо Муниципальной партии реформ (отделение Консервативной партии).
В 1934 году Лейбористская партия, возглавляемая Гербертом Моррисоном, впервые добилась контроля над советом. Лейбористская партия доминировала в совете до его упразднения в 1965 году.
В Ист-Энде 1930-х годов процветали крайне правые и левые партии. В Палате общин получила места Коммунистическая партия Великобритании, также поддержку получил ультраправый Британский союз фашистов. Противоречия между правыми и левыми привели к Битве на Кабельной улице в 1936 году.